# Forfatterskolen
Forfatterskolen er en dansk uddannelsesinstitution i København. Skolen blev stiftet i 1987 af Per Aage Brandt, Ulla Ryum og Poul Borum.
Forfatterskolen er en SU-berettiget højere uddannelse på linje med Det Kongelige Danske Kunstakademi, Det Fynske Kunstakademi, Det Jydske Kunstakademi, Det Kongelige Teaters balletskole, Det Jyske Musikkonservatorium og Den Danske Filmskole og hører under Kulturministeriet.
Skolens elever optages på grundlag af en kvalitetsvurdering af deres litterære arbejder. Der optages hvert år 6-10 elever af 300-400 ansøgere.
Foreningen for Forfatterskoleuddannelse (FOFU) udgør skolens stiftende baggrund. Skolens rektor er forfatteren Ursula Andkjær Olsen. Tidligere har Poul Borum, Niels Frank, Hans Otto Jørgensen, Pablo Henrik Llambías og Jeppe Brixvold været rektor. Karen Juul er skolens studiesekretær.
I november 2010 deltog Forfatterskolen for første gang med egen stand på den københavnske bogmesse, Bogforum. Her var f.eks. oplæsning ved en lang række forfattere, som er uddannet fra skolen.
Forfatterskolen er med jævne mellemrum organisator og vært for offentlige arrangementer med forfatteroplæsninger og litteraturkritik.

## Undervisning på Forfatterskolen
Eleverne får en toårig kunstnerisk uddannelse, som tager afsæt i den enkeltes talent og aspiration. Den er hverken almendannende eller generalistuddannende inden for alle litterære genrer. Tværtimod får eleven mulighed for at forfine sit eget talent.
Uddannelsen skoler i litterær skriveteknik. Den giver alment kendskab til litteratur og til forfatternes vilkår.
Undervisningen tager primært udgangspunkt i elevens egne arbejder, som bliver ført gennem en omfattende kritisk bearbejdelse og tekstlæsning. Dertil kommer teoretisk undervisning, workshopper, tværæstetiske arbejdsprocesser, seminarer og studieture.
Skolens lærere er forfattere, der er fastansat ud fra en vurdering af deres forfatterskab. De forestår tekstlæsningerne. De teoretiske undervisningsforløb forestås for det meste af gæstelærere, som kan være fra universiteterne, redaktører, forfattere, anmeldere eller andre med særlige faglige forudsætninger. I de senere år har Lars Bukdahl, Peter Borum, Lilian Munk Rösing, Mikkel Bruun Zangenberg, Janus Kodal, Christian Yde Frostholm, Jørgen Bæk Simonsen, Peter Stein Larsen, Frank Kjørup, Line Brandt, Torben Knap, Peter Laugesen, Tania Ørum, Ellen Wulff, Laura Schultz, Christian Lund og Solvej Balle undervist på skolen i kortere eller længere forløb.

## Udgivelser fra Forfatterskolen
For at udforske litteraturen skal eleverne stifte bekendtskab med litterære traditioner og nybrud, nye og ældre forfatterskaber, strømninger osv. fra ind- og udland. Derfor har skolen arrangeret talrige oplæsninger, emneforløb, seminarer, møder med danske og udenlandske forfattere, samarbejde med andre kunstskoler osv.
Forfatterskolen udgiver tidsskriftet Legenda, som er et resultat af alle aktiviteterne. Legenda udkommer i samarbejde med forlaget Basilisk.
I skriftseriens opus 2 ("Nye sætninger". Legenda nr. 2., 2001) introducerede Niels Frank og Per Aage Brandt det amerikanske fænomen language poetry, "sprogdigtning".
Parallelt med evalueringen af afgangselevernes udgiver Forfatterskolen hvert år en antologi med tekster af årets færdiguddannede. Den udgives i samarbejde med  Forlaget Basilisk.

## Forfatterskolens rektorer
- Morten Chemnitz (2023-)
- Ursula Andkjær Olsen (2019-2023)
- Jeppe Brixvold (2015-2018)
- Pablo Henrik Llambías (2009-2015)
- Hans Otto Jørgensen (2002-2009)
- Niels Frank (1996-2002)
- Poul Borum (1989-1996)

## Nuværende lærere på skolen
- Morten Chemnitz
- Duncan Wiese
- Ida Marie Hede
- Olga Ravn

## Forfattere uddannet fra Forfatterskolen fordelt efter afgangsår[5]
| 2024 | Dean Butt, Ethan Ara, Feline Kamber, Lasse Dyrholm Jensen, Sine Simonsen, Staal, Tobias Amnitzbøll Bruun Lauritzen, Tobias Ole K. Wolthers, Uzma Akbari                                                               |
| 2023 | Mads Kjeldgaard Hansen, Amina Elmi, Cathrine Bresler, Marie Strøyer Glarborg, Bjarke Seitzberg Sørensen, Ylva Thiis                                                                                                   |
| 2022 | Joakim Kruse Lykke, Casper Gisselmann Christiansen, Julie Grindheim, Ida Rasmussen, Selma Ethelberg, Tahir Mirza Bakhtiary, Ulrikke Bak, Gustav Valdemar Strange                                                      |
| 2021 | Melanie Kitti, Aske Viuff Jakobsen, Isha Sanina Uldall Neman, Helene Torvund, Eva Lange Jørgensen, Otto Sejer Beim Rasmussen, Fie Martens Ljungmann, Silas Toft, Ruzena Sokol, Lasse Raagaard Jønsson                 |
| 2020 | Mathilde Gallov, Nanna Skovrind, Mathilde Elgaard Christiansen, Anders Gamst Skov, Priya Bains, Lukas la Cour og Rasmus Daugbjerg                                                                                     |
| 2019 | Sara Masoudi, Martin Olle Josef Diedrichs, Rasmus Dahl Theisen, Sebastian Jezewski Sommer, Sophie Nørgaard Kallehauge, Anna Nygaard Rieder, Glenn Bech Møldrup, Heidi Helmersen, Sebastian Dreyer Nathan og Deniz Kiy |
| 2018 | Isidora Cale, Julie Gufler, Anna Malan Jógvansdóttir, Jonathan August Lengali, Signe Olesen Maxen, Mårten Paridon Pettersson, Bendik Sandnes Vada og Rúni Weihe                                                       |
| 2017 | Runa Marie Luth, Jens Kæmpe, Karl Ahlqvist, Aske Severin Juul Christiansen, Ida Christine Drejer Bonde og Simon Holm Pedersen                                                                                         |
| 2016 | Iben Konradi Brodersen, Benedicte Gui de Thurah Huang, Johannes Lilleøre, Christoffer Thunbo Pedersen, Rebecca Linnemann, Nanna Storr-Hansen, Joakim Vilandt og Sofie Flagstad Hansen                                 |
| 2015 | Mirian Due, Niels Henning Falk Jensby, Emma Bess Fløe Jørgensen, Cæcilie Højberg Poulsen, Jonas Eika Rasmussen og Duncan Wiese                                                                                        |
| 2014 | August Bovin Boberg, Emeli Bergman, Mads Nordtorp Joensen, Maria Hesselager, Rasmus Skjellerup, Reimar Torkil Juul, Signe Gjessing og Sine Bang Nielsen                                                               |
| 2013 | Cecilie Lind, Luka Holmegaard, Sarah Elise Bruun, Hannah Lutz, Molly Balsby Nielsen, Lea Løppenthin, Josefine Graakjær Nielsen og Martin Bastkjær Christensen                                                         |
| 2012 | Andreas Pedersen, Caroline Albertine Minor, Johanne Engel Aaen, Pernille Abd-El Dayem og Ursula Scavenius |
| 2011 | Asta Olivia Nordenhof, Bjørn Rasmussen, Daniel Dalgaard, Hanne Højgaard Viemose, Henriette Sennenvaldt, Ida Frette, Rasmus Halling Nielsen, Sofie Daugbjerg og Zoltan Ará.                                            |
| 2010 | Simon Bjørkman, Morten Chemnitz, Josefine Klougart, Ditte-Isabel Michelsen, Stine Pilgaard, Olga Ravn, Jonas Rolsted og Theresa Salomonsen                                                                            |
| 2009 | Daniel Bondebjerg, Rasmus Graff, Anders Høfft, Sigurd Buch Kristensen, Amalie Smith og Theis Ørntoft |
| 2008 | Christel Wiinblad, Christian Bjoljahn, Ida Marie Hede, Ina Christensen, Jonas Suchanek, Marie Kudahl, Rasmus á Rogvu, Simon Tolsgaard og Signe Brønserud                                                              |
| 2007 | Glenn Christian, Jens Peter Kaj Jensen, Katinka My Jones, Maja Lucas, Nassrin el Halawani og Shadi Angelina Bazeghi                                                                                                   |
| 2006 | Christina Hagen Nielsen, Ea Jeppesen, Karin Toft, Lars Bo Nørgaard, Malte Holm Borchert, Martin Snoer Raaschou, Peder Frederik Jensen og Peter-Clement Woetmann                                                       |
| 2005 | Chresten Forsom, Kristina Nya Glaffey, Henrik K. Lundberg, Karl-Emil Heiberg, Katrine Buchhave Andersen, Rolf Steensig og Sissel Bergfjord                                                                            |
| 2004 | Anders Abildgaard Nielsen, Christina Wendelboe, Dennis Gade Kofod, Dy Plambeck, Helle Thornvig Christensen, Martin Glaz Serup og Morten Søkilde                                                                       |
| 2003 | Jens Jacob Toftegaard, Kristian Bang Foss, Lone Hørslev, Mads Eslund, Maja Lee Langvad og Palle Sigsgaard |
| 2002 | Adam Drewes, Alf Christensen, Allan Milter Jakobsen, Anders Søgaard, Eli I. Lund, Henriette E. Møller, Kristian Leth, Lene Asp Frederiksen og Nina Søs Vinther                                                        |
| 2001 | Anne-Louise Bosmans, Astrid Fabrin, Bo Ærenlund Sørensen, Julia Butschkow, Kasper Thomsen og Nynne Iben Buch |
| 2000 | Ina Merete Schmidt, Majse Aymo-Boot, Maria Dixen, Martin Kjær-Nielsen og Oddfríður Marni Rasmussen |
| 1999 | Harald Voetmann Christiansen, Jesper Wamsler, Marius Nørup-Nielsen, René Jean Jensen, Thomas Rydahl og Ursula Andkjær Olsen                                                                                           |
| 1998 | Anne-Cathrine Riebnitzsky, Gitte Sørensen, Lars Frost, Manni Crone, Mikkel Thykier, Pejk Malinovski, Signe Schlichtkrull og Tomas Lagermand Lundme                                                                    |
| 1997 | Kim Blæsbjerg, Kristian Ditlev Jensen, Leise Thomsen-Vasbo, Marianne Lapp, Martin Larsen og Peter Højrup |
| 1996 | Cornelia Zinckmann, Lars Skinnebach, Louise Bøttcher, Nanna Westh og Rebecca Bailey |
| 1995 | Andreas Rønne Nielsen, Hans Kristian Bang, Julie Moestrup, Peter Adolphsen og Simon Fruelund, |
| 1994 | Birte Blønd, Bo Platin, Iben Claces, Jørn Frederiksen, Katrine Marie Guldager, Sonja Nyegaard og Thøger Jensen |
| 1993 | Christian Lund, Claus Beck-Nielsen, Jens Ottosen, Jesper Hansen, Karen Margrethe Adserballe, Laila Ingrid Rasmussen, Lone Munksgaard Nielsen og Tomas Thøfner                                                         |
| 1992 | Bolette Rud. Pallesen, Jesper Uhrup Jensen, Jörgen Lind, Jørn Skov Hansen, Lene Henningsen |
| 1991 | Camilla Deleuran, Christer Hermansson, Espen Andersen, Hans Holten Hansen, Helle Helle, Janus Kodal, Kirsten Hammann, Mads Brenøe, Morten Søndergaard og Pia Møller Nielsen                                           |
| 1990 | Christian Dorph, Christina Hesselholdt, Hans-Erik Larsen, John Bang Jensen, Lars K. Andersen og Merete Pryds Helle |
| 1989 | Anne-Mette Riis-Rasmussen, Christian Bundegaard, Christian Yde Frostholm, Connie Bork, Kirsten Boutrup, Lars Lønstrup Jakobsen, Sanne Bjerg og Solvej Balle                                                           |

## Tidligere lærere på Forfatterskolen
- Poul Borum
- Per Aage Brandt
- Ulla Ryum
- Niels Frank
- Christina Hesselholdt
- Pablo Henrik Llambías
- Pia Juul
- Lars Skinnebach
- Peter Adolphsen
- Merete Pryds Helle
- Asger Schnack
- Mette Moestrup
- Jeppe Brixvold
- Dennis Gade Kofod
- Lars Frost

(Listen er ufuldstændig.)